# Émile Pricam
Émile Pricam est un photographe et homme politique suisse, né le 3 septembre 1844 aux Eaux-Vives à Genève et mort le 20 août 1919 à Paradiso, près de Lugano.

## Biographie
Il est issu d'une famille vaudoise originaire de Biot en Savoie et naturalisée genevoise en 1814. Il est le fils de Jean Jacques Marc Pricam, marchand de tissu, et de Louise Susanne Rochat. Il a un frère aîné, Lucien Pricam (1837-1894). En 1869, il se marie avec Marie Frautschi. En 1872 naît leur fils, Léon Louis Pricam (1872-1946), qui deviendra aussi photographe.       
En 1867-1868, il partage un atelier de photographie avec Jean-Jacques Reymann, dans la maison familiale des Pricam aux Eaux-Vives, à Genève. Dès février 1869, il ouvre un atelier à son nom à la rue Petitot, repris du photographe Paul Gaussen.   
Émile Pricam est un photographe spécialisé dans le portrait, la photographie artistique et industrielle. Il pratique en particulier des agrandissements par procédé inaltérable au charbon, méthode où il devient maître et qui lui vaut une mention honorable à l'Exposition universelle de Paris de 1878, une médaille d'argent au concours de photographies de la Société des Arts à Genève en mai 1879, ainsi qu'une médaille de l'Académie nationale de France. Dès les années 1880, il travaille à la photographie médicale (goîtres) et judiciaire. A Genève, entre autres, il réalise des images des travaux d'aménagement et de correction du Rhône ou de la ville, de la rade gelée, de bateaux à vapeur du Léman et de l'Exposition nationale suisse de 1896 où il photographie le Parc de plaisance et le Village noir.   
En 1882, il s'installe dans un immeuble qu'il a fait construire au boulevard de Plainpalais par les architectes Charles Boissonnas et Charles Gampert (actuel 2 boulevard Georges-Favon) qui se caractérise par de grandes verrières dans les combles. Cet immeuble-atelier est contigu à celui des photographes Boissonnas, qui le considèrent comme un rival.   
En 1889, il va y travailler avec son fils en utilisant la raison sociale "E. Pricam & Fils". En 1902 son fils Léon Louis Pricam, qui est associé avec le photographe Edwin Hauser depuis 1899, reprend l'enseigne sous le nom "Pricam Fils et Hauser".  

### Vie associative et politique
Actif dans la vie associative de sa profession à Genève comme en Suisse, il est un membre fondateur de la Société genevoise de photographie en 1881.  
En 1886, il  est membre fondateur de l'Union suisse des photographes professionnels (USP) et il en est le président de 1890-1894 et de 1897 à 1904. A ce titre, il est le délégué suisse au deuxième Congrès international de photographie de Bruxelles en 1891 où se décide de la création de l' "Union internationale de photographie" dont il est membre conseiller. Sous son patronage en 1893, le troisième congrès de cette association se tient à Genève et il y organise une exposition internationale de photographie, dans laquelle il présente une sélection de ses tirages au charbon. 
En 1881, il est reçu membre de la Société de photographie de Paris. Animé par l'envie de soutenir la photographie, il est choisi pour agir au nom de la profession. En 1889, il représente la Suisse au jury de l'Exposition universelle de Paris pour la classe 12 (photographie et appareils),. En 1891, il représente encore la Suisse dans le jury de l'Exposition internationale d'épreuves et d'appareils photographiques à Bruxelles. En 1896 pour l'Exposition nationale à Genève, il prend en charge l'organisation de la section liée aux photographes professionnels, appelée le Groupe 26. En parallèle, il fait partie de sociétés genevoises dont il est l'administrateur, comme la Société des sauveteurs auxiliaires (dès 1888) et la Société littéraire de Genève. 
Vers la fin de sa vie, abandonnant peu à peu la production photographique à son fils, il devient membre du Parti démocratique de Genève et va se consacrer à la politique. Il est élu au Conseil municipal en 1890, puis il devient député au Grand Conseil du Canton de Genève de 1898 à 1913. En parallèle, il est membre du Conseil administratif de Genève de 1902 à 1910 et il en est le président en 1908,.
Malade, il décède en 1919 dans la commune Paradiso, près de Lugano où la famille possède un dernier atelier photographique.

## Exposition
- août 1893 : Exposition internationale de photographie. Bâtiment électoral, Genève.  « Exposition internationale de photographie », Journal de Genève, 3 août 1893 (consulté le 18 octobre 2022), p. 2. Il y est fait mention de la présentation de l'œuvre de E. Pricam "un maître dans l'application des procédés au charbon".

### Galerie

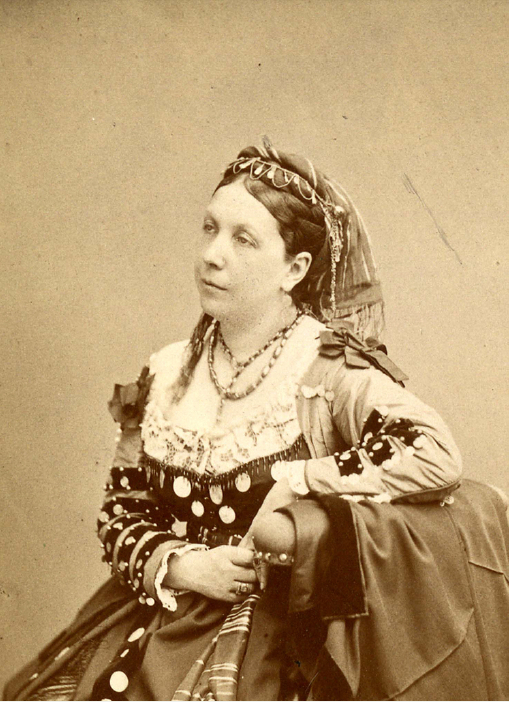
Portait de Susanne Chenevière, née Munier, vers 1880
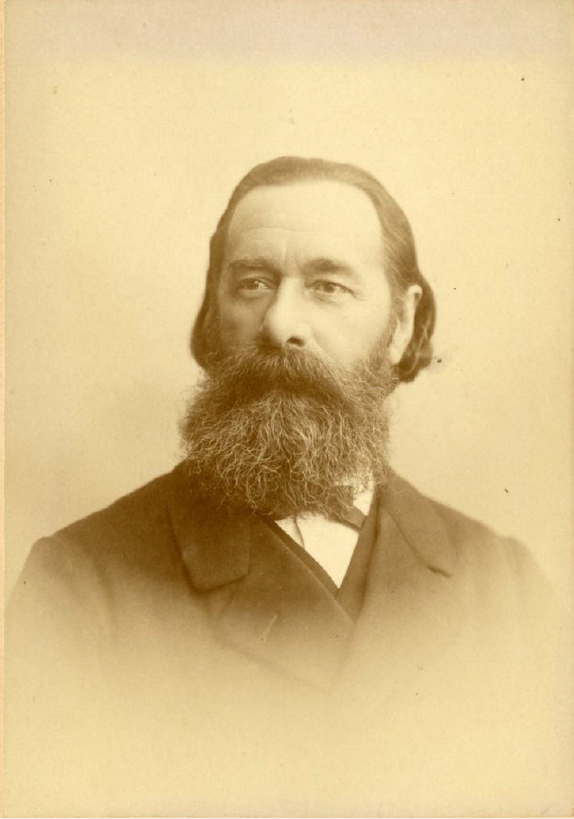
Portrait d'Hippolyte-Jean Gosse, professeur de médecine légale à Genève, vers 1890
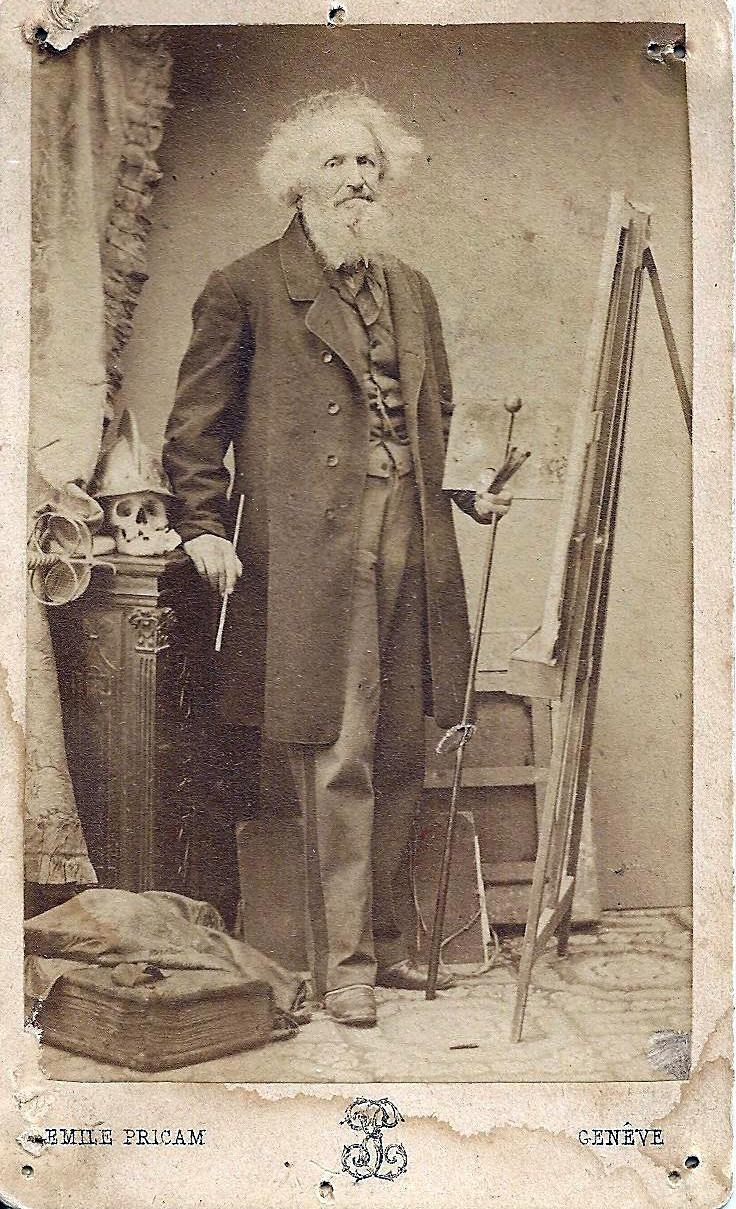
Le peintre genevois Joseph Hornung
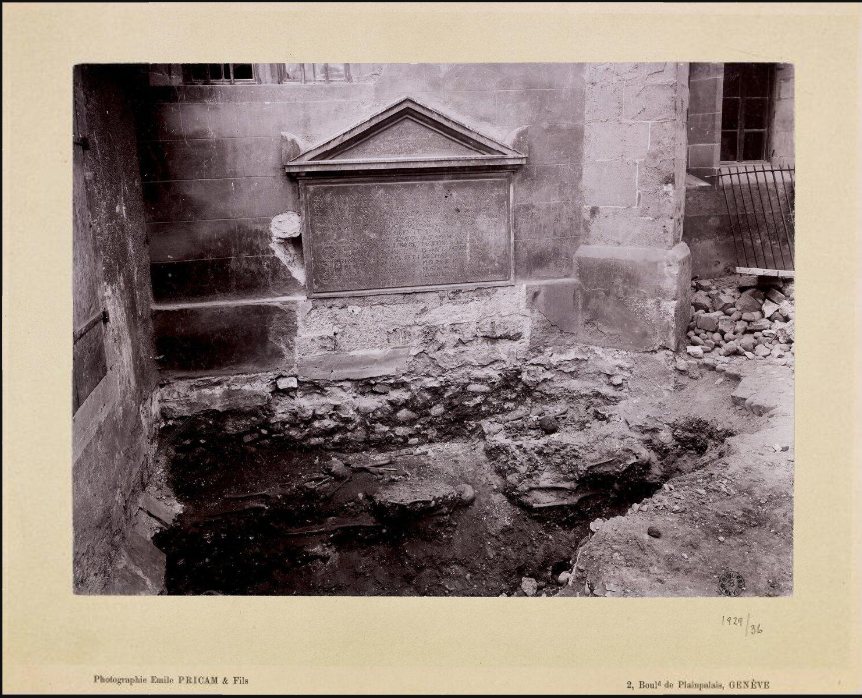
Le monument aux victimes de l'Escalade, Temple de Saint-Gervais, Genève, 1895
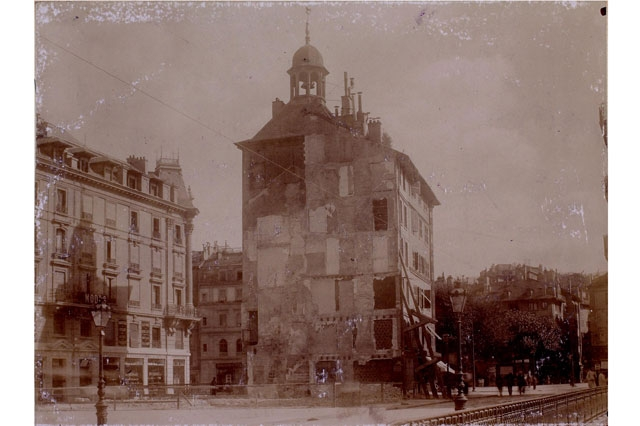
La Tour de l’Ile dégagée d’une partie des habitations qui l’entouraient (actuelle Place Bel-Air, Genève) 1896
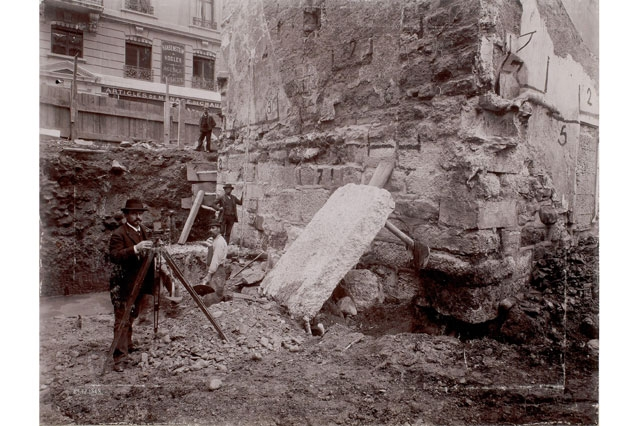
Fouilles archéologiques au pied de la Tour de l’Ile (actuelle Place Bel-Air, Genève) côté nord, 1897
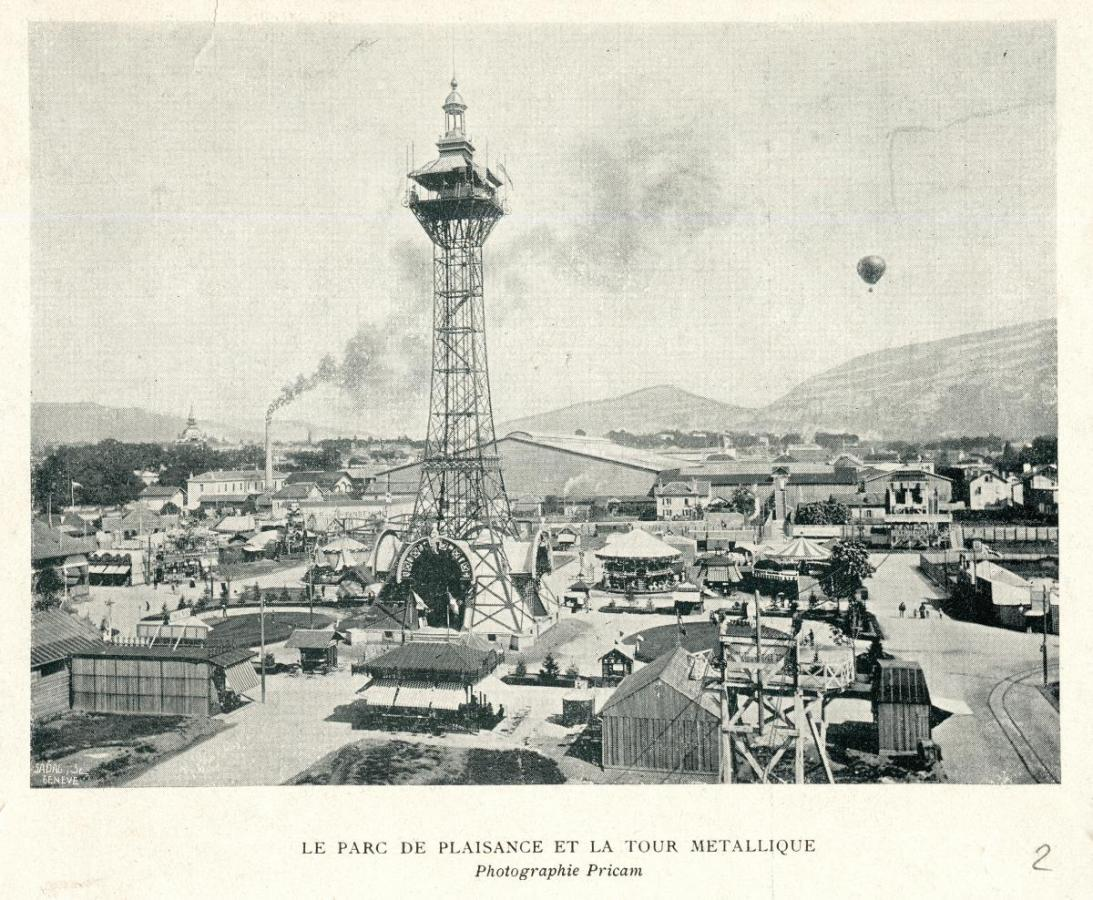
Exposition nationale, parc de plaisance, Genève, 1896
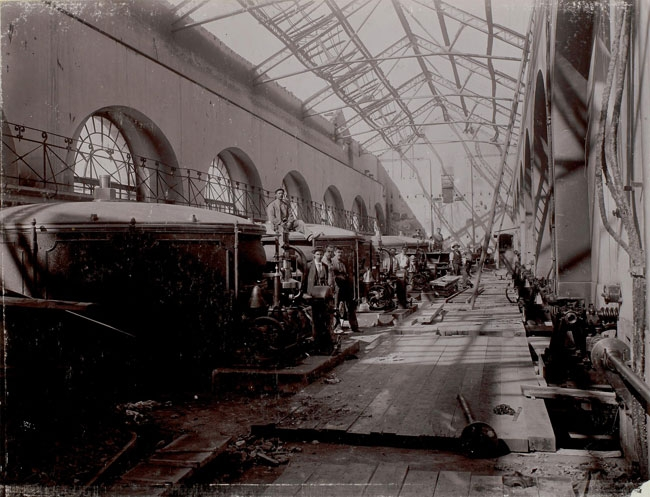
Usine hydroélectrique de Chèvres, 1898
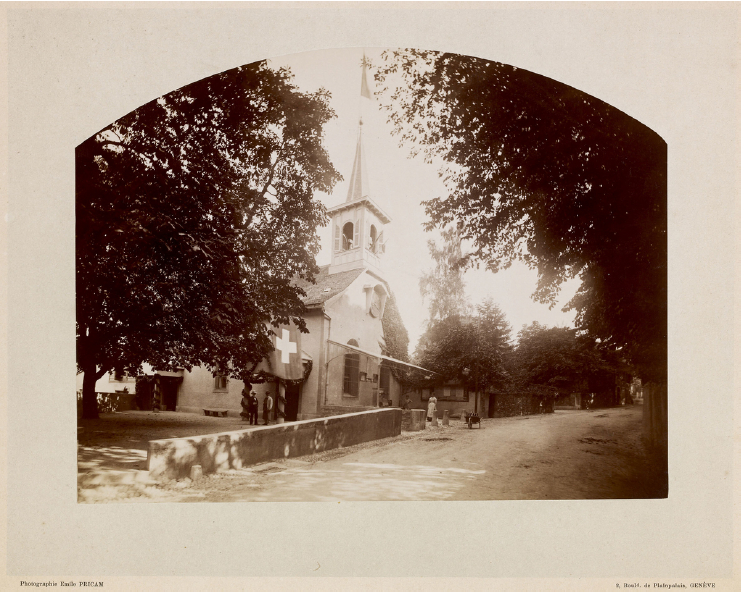
Temple de Cologny, fin 19e siècle
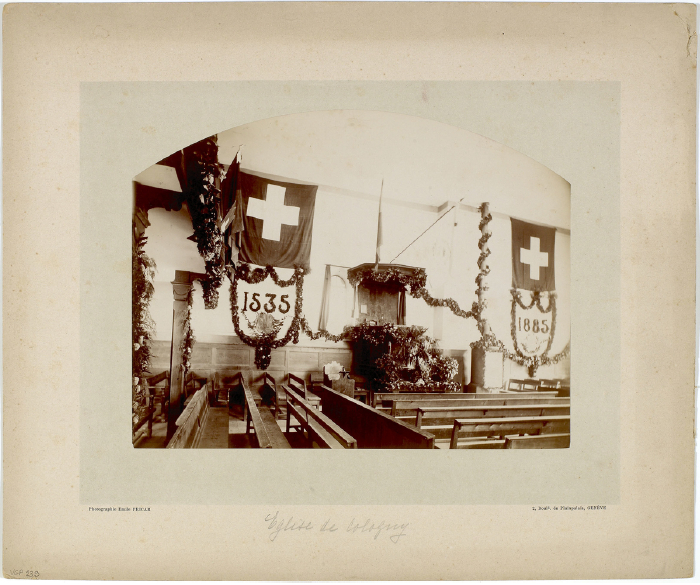
Temple de Cologny, 350e anniversaire de la Réformation, 1885